# Ministerio de Asuntos Económicos
El Ministerio de Asuntos Económicos de Argentina fue un ministerio de la Administración Pública Nacional dependiente del Poder Ejecutivo que estuvo activo entre 1952 y 1954. Coexistía con los Ministerios de Hacienda, de Finanzas, de Comercio Exterior y de Industria y Comercio.
Fue creado en 1952, bajo el segundo gobierno del general de ejército Juan Domingo Perón, por ley n.º 14 121, sancionada el 2 de junio de 1952 y promulgada el día siguiente. El nuevo ministerio asumió las atribuciones del Consejo Económico Social (creado en 1947) dispuestas en el decreto n.º 20 447/47. Su función entonces consistía en la coordinación, entre los distintos ministerios, de la aplicación de las leyes vinculadas a la economía del país.
Posteriormente el Poder Legislativo emitió la ley n.º 14 303 (sancionada el 25 de junio de 1954 y promulgada el 28 de julio del mismo año) reorganizando el gabinete y derogando la ley n.º 14 121 de creación del ministerio.